# 静岡日産自動車
静岡日産自動車株式会社（しずおかにっさんじどうしゃ）とは、静岡県静岡市に本社のある、日産自動車の販売会社である。

## 沿革
- 1946年11月 - 資本金19万8千円で静岡日産自動車販売株式会社として創立。本社を静岡市柚木に、営業所を沼津・浜松に開設し、日産自動車の静岡県総代理店として事業を開始。
- 1961年1月 - 静岡日産自動車株式会社に社名変更。
- 1978年10月 - 資本金を3億6千万円に増資。
- 1979年11月 - 新車店舗、中古車店舗併せ30店舗となる。
- 1985年2月 - 本社屋を静岡市国吉田に新築、移転。
- 1987年6月 - 新車店舗、中古車店舗併せ35店舗となる。
- 1999年10月 - ブルーステージ系列となる。
- 2003年4月 - 静岡県の日産ディーラー再編により東海日産モーター（現在の東海地区における日産の販売統括会社・東海日産自動車とは無関係）と合併し、営業エリアは静岡県の東部・中部地区を担当。資本金10億4千万円。
- 2004年4月 - 日産自動車直営から上場企業グループの共同出資により、株式会社VTキャピタルの業務指導新体制に移行。
- 2004年4月 - 榛原郡御前崎町と小笠郡浜岡町の合併により御前崎市が発足。これにより、旧・御前崎町が静岡運輸支局本庁舎管内から浜松自動車検査登録事務所管内へ移管されたため、浜松日産自動車の販売エリアに移管。
- 2005年1月 - 損害保険ディーラー特級代理店資格取得。
- 2005年4月 - 日産自動車より最優秀販売会社賞（社長賞）を受賞
- 2005年5月 - 富士青葉店設置。新車店舗、中古車店舗併せ41店舗となる。
- 2006年4月 - 2年連続営業利益10億7千万円達成。最優秀販売会社賞（社長賞）を受賞。
- 2006年4月 - VTホールディングスの株式取得により、VTホールディングスの傘下に入る。
- 2006年7月 - 千代田店設置。
- 2007年8月 - 富士宮店設置。
- 2009年1月 - SBS通り店設置。
- 2010年8月 - 御殿場萩原店設置。
- 2012年1月 - 静岡国吉田店設置。
- 2012年12月 - 焼津道原店設置。
- 2014年8月 - 平和店及び焼津インター店設置。

## 静岡県内の他日産車販売店
- 日産プリンス静岡販売
- 浜松日産自動車

## 事業所
- 沼津店/沼津市大岡2750
- 西条店/沼津市西条町163
- 清水町店/駿東郡清水町伏見231
- 御殿場萩原店/御殿場市萩原921-1
- 函南店/田方郡函南町塚本249-12
- 大仁店/伊豆の国市中島237-2
- 熱海店/熱海市東海岸町2-15
- 伊東店/伊東市吉田1026-98
- 下田店/下田市1丁目604-3
- 富士店/富士市津田250-8
- 富士青葉店/富士市青葉町307
- 鷹岡店/富士市厚原48-1
- 富士宮店/富士宮市舞々木町31
- 静岡国吉田店/静岡市駿河区国吉田1丁目7-48
- 千代田店/静岡市葵区東千代田1丁目2-3
- 清水店/静岡市清水区天王南4-2
- 清水港店/静岡市清水区清開1丁目2-10
- SBS通り店/静岡市駿河区中村町230
- 登呂店/静岡市駿河区富士見台1丁目5-5
- 平和店/静岡市葵区平和3丁目20-48
- 藤枝店/藤枝市内瀬戸134-6
- 藤枝立花店/藤枝市立花1丁目3-3
- 焼津道原店/焼津市道原5
- 焼津インター店/焼津市八楠3-10-6
- 細江店/牧之原市細江2156-1

中古車
- 清水町カープラザ/駿東郡清水町伏見244
- 富士伝法カープラザ/富士市伝法872
- SBS通りカープラザ/静岡市駿河区中村町230
- 藤枝カープラザ/藤枝市内瀬戸134-6